# Jobbed
Jobbed is de veertiende aflevering van het zevende seizoen van het tienerdrama Beverly Hills, 90210, die voor het eerst werd uitgezonden op 8 januari 1997.

## Verhaal
David heeft zich ingekocht in de club en is nu bezig met een aantal karweitjes. Dan komt er ineens een man binnenlopen en negeert David volkomen, David wil hem buitenzetten als Valerie ineens binnen komt. Het blijkt een oude liefde te zijn van Valerie en vallen in elkaars armen met David die toekijkt als een boer met kiespijn. Hij heet Tom en Valerie nodigt hem uit om tijdelijk bij haar te komen logeren. Tom heeft een oude videoband bij met beelden van Valerie en haar ouders, als zij haar vader op de band ziet dan schrikt ze enorm.
Er is een banenmarkt op de universiteit en Clare heeft een gesprek geregeld voor Steve bij een sportkleding bedrijf. Steve gaat ernaartoe en hij heeft een gesprek met een mooie dame. Het blijkt dat Steve de baan kan hebben als hij met haar naar haar hotelkamer gaat. Steve vertelt dit tegen Clare en die gelooft hem niet en denkt dat hij weer een puinhoop heeft gemaakt van het gesprek. Steve regelt nog een gesprek met de dame en nu luisteren haar baas en Clare mee op de achtergrond. Clare moet nu bekennen dat Steve niet gelogen heeft.
Brandon heeft zich aangemeld voor een Dryer beurs, een hoog aangeschreven beurs, en het blijkt dat Mark zijn eigen hiervoor ook aangemeld heeft. Er breekt een kleine concurrentie strijd los maar ze wensen elkaar wel succes. Kelly heeft het er moeilijk mee omdat Mark haar verdenkt dat ze Brandon dit meer gunt. Op de selectie dag moeten ze allemaal een presentatie doen en dan is het wachten op de uitslag. Mark is vol zelfvertrouwen omdat hij denkt dat hij zal winnen omdat zijn hele familie deze beurs hebben gehad, maar hij komt van een koude kermis als de uitslag bekend wordt. Brandon is de winnaar en krijgt de beurs. Mark is zo teleurgesteld en boos dat hij niet op het feestje komt ter ere van Brandon in de Peach Pitt. Kelly loopt na afloop naar buiten en komt dan Mark tegen. Hij verwijt haar dat zij niet voor hem klaar stond en krijgen ruzie, hierop vertelt Kelly hem om te verdwijnen en nooit meer terug te komen.
Dr. Martin vraagt Donna of ze hem een dagje kan helpen als telefoniste. Ze praat lekker bij met de patiënten en dit is tegen de zin van Dr. Martin. Hij vraagt haar kort en zakelijk te houden. Maar dankzij het lange praten met een patiënte redt Donna wel haar leven.

## Rolverdeling
- Jason Priestley - Brandon Walsh
- Jennie Garth - Kelly Taylor
- Ian Ziering - Steve Sanders
- Brian Austin Green - David Silver
- Tori Spelling - Donna Martin
- Tiffani Thiessen - Valerie Malone
- Joe E. Tata - Nat Bussichio
- Kathleen Robertson - Clare Arnold
- Michael Durrell - Dr. John Martin
- Dalton James - Mark Reese
- Jill Novick - Tracy Gaylian
- Kane Picoy - Tom Miller